# بانج يان
بانج يان هو منافس ألعاب قوى صيني، ولد في 1963.

## وصلات خارجية
- بانج يان على موقع أوليمبيديا (الإنجليزية)